# トヨタ・JZエンジン
トヨタ・JZエンジンは、トヨタ自動車が製造する直列6気筒DOHCエンジン。M型エンジンの後継として1990年に登場した。現在はV6のGRエンジンが後継となっており、補給用エンジンのみの製造となっている。本エンジンの使用燃料は、全て無鉛プレミアムガソリンである。
1980年代後半から1990年代後半にかけて新規開発された、トヨタの乗用車用量産ガソリンエンジンの中では珍しく、ポート噴射仕様の経済性重視型である「FE」型が世代を通して存在しない（経済性重視型としては、直噴仕様の「FSE」型が後に登場した）。

## 系譜
- エンジン型式一覧の自動車用エンジンの系譜を参照。

## 1JZ系
共通事項
- タイプ 直列6気筒 DOHC 24バルブ
- 排気量 2.491L
- 内径×行程 86.0×71.5(mm)

### 1JZ-GE
第1世代
- 圧縮比 10.0

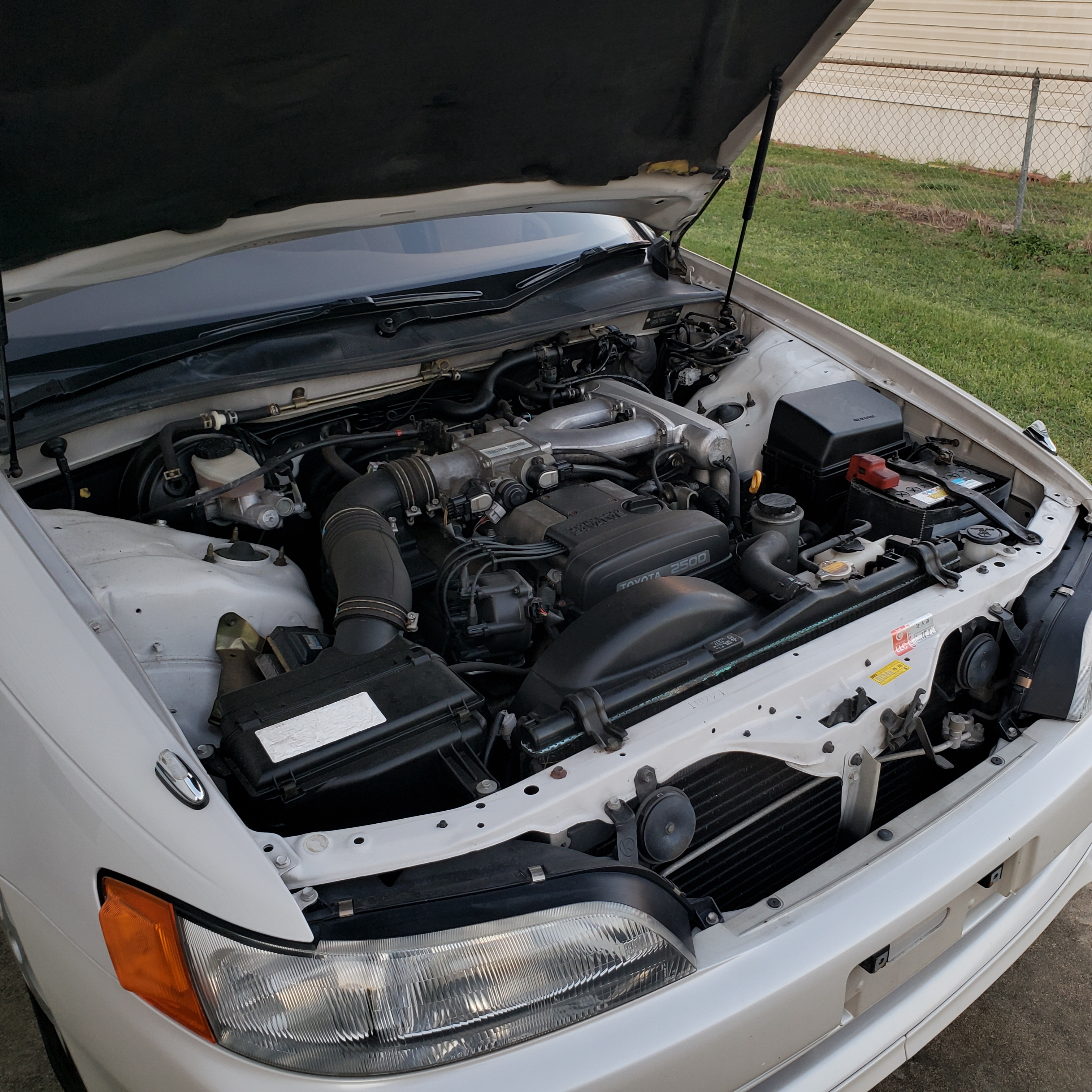
1JZ-GE

- 出力 132kW(180PS)/6,000rpm 235N・m(24.0kg・m)/4,800rpm

第2世代（VVT-i仕様）
- タイプ 直列6気筒 DOHC 24バルブ VVT-i
- 排気量 2.491L
- 内径×行程 86.0×71.5(mm)
- 圧縮比 10.5
- 出力
(1)144kW(196PS)/6,000rpm 255N・m(26.0kg・m)/4,000rpm (4WD仕様排ガス対策後)
(2)147kW(200PS)/6,000rpm 250N・m(25.5kg・m)/4,000rpm
(3)147kW(200PS)/6,000rpm 255N・m(26.0kg・m)/4,000rpm

JZ系エンジンで最も基本的なエンジン。
このエンジンをベースにターボ仕様、直噴仕様、排気量拡大エンジン(2JZ)が登場した。
このエンジンはLASRE(Light-weight Advanced Super Response Engine)として開発されたため、エンジン全体はコンパクトな大きさ、ヘッドは効率の良い燃焼室形状を保持しつつバルブ径を大きくすることが求められていた。
それにより、エンジンの高さを抑えることができ、ストロークに対してボアを広めにとることが可能なショートストローク設計となっている。加えてエンジンブロックは振動や曲げを抑えるためにブロック骨格などを利用し、高い剛性を持つ設計となっている。
また、先代のM型エンジンとは異なり基本型の当該エンジンからDOHCが設定されている。

#### 主な搭載車種
- マークII
- ソアラ
- チェイサー
- クレスタ
- プログレ
- クラウンセダン
- クラウン
- クラウンステーションワゴン
- クラウンエステート
- マークIIブリット
- ヴェロッサ

### 1JZ-GTE
第1世代
- 特筆事項 インタークーラーツインターボ
- 圧縮比 8.5

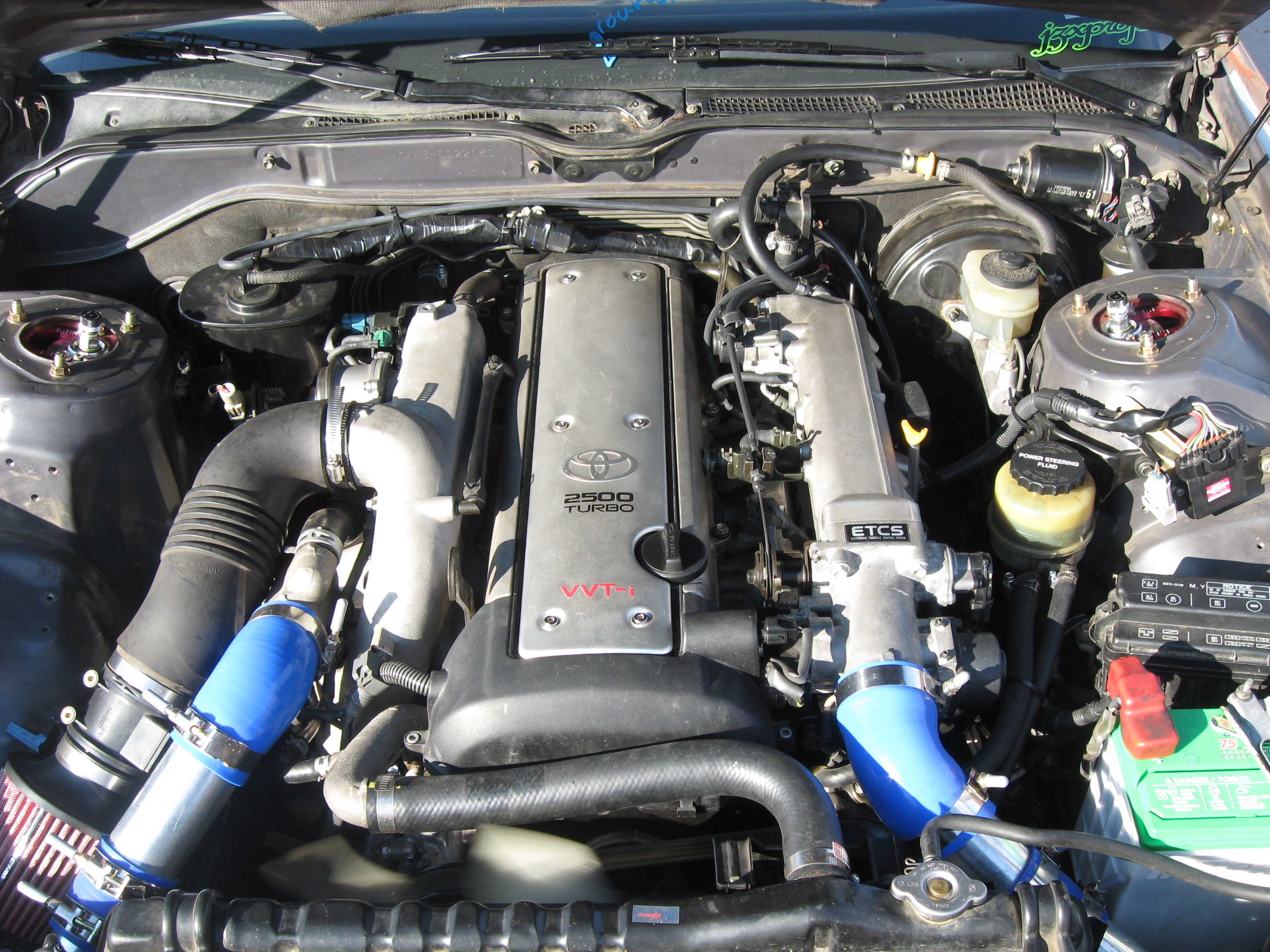
1JZ-GTE

- 出力 206kW(280PS)/6,200rpm 363N・m(37.0kg・m)/4,800rpm

第2世代（VVT-i仕様）
- 特筆事項 VVT-i インタークーラーターボ
- 圧縮比 9.0
- 出力 206kW(280PS)/6,200rpm 378N・m(38.5kg・m)/2,400rpm

トヨタ製1JZ-GEをベースにしており腰下はベースエンジンの1JZ-GEとコンロッド、ピストンを除き全て共通である。しかし、シリンダーヘッドにのみJZ系エンジンの中では唯一ヤマハ発動機による再設計が施されている。また生産は加工部品をトヨタ自動車田原工場で製造し、アッセンブリをヤマハ発動機が担当するという他のJZエンジンとは異なる体制をとっていた。

#### 主な搭載車種
- マークII
- チェイサー
- クレスタ
- ヴェロッサ
- クラウン
- クラウンエステート
- マークIIブリット
- ソアラ
- スープラ

### 1JZ-FSE
- 特筆事項 VVT-i <D-4>　ハイメカツインカム
- 圧縮比 11.0
- 出力 147kW(200PS)/6,000rpm 250N・m(25.5kg・m)/3,800rpm

#### 主な搭載車種
- マークII
- ヴェロッサ
- ブレビス
- プログレ
- クラウン
- クラウンエステート
- マークIIブリット

## 2JZ系
共通事項
- タイプ 直列6気筒 DOHC 24バルブ
- 排気量 2.997L
- 内径×行程 86.0×86.0(mm)

### 2JZ-GE
第1世代
- 圧縮比 10.0
- 出力
169kW(230PS)/6,000rpm 284N・m(29.0kg・m)/4,800rpm (1)
162kW(220PS)/5,800rpm 279N・m(28.5kg・m)/4,800rpm (2)
166kW(225PS)/6,000rpm 284N・m(29.0kg・m)/4,800rpm (3)

第2世代（VVT-i仕様）
1995年にVVT-iを2JZ-GEで採用。
- 特筆事項 VVT-i
- 圧縮比 10.5
- 出力
162kW(220PS)/5,600rpm 294N・m(30.0kg・m)/4,000rpm (4)
169kW(230PS)/6,000rpm 304N・m(31.0kg・m)/4,000rpm (5)
158kW(215PS)/5,800rpm 294N・m(30.0kg・m)/3,800rpm (6)
162kW(220PS)/5,800rpm 294N・m(30.0kg・m)/3,800rpm (7)

#### 主な搭載車種
- 1991 クラウン/クラウンセダン/クラウンマジェスタ/アリスト (1)
- 1992 マークII/チェイサー/クレスタ (2)
- 1993 レクサスGS300 (S140系) (2)　※北米販売車
- 1993 スープラ (3)
- 1994 ソアラ (3)
- 1995 クラウン/クラウンセダン/クラウンマジェスタ (4)
- 1996 マークII/チェイサー/クレスタ (4)
- 1997 アリスト (5)
- 1997 ソアラ (5)
- 1998 プログレ (6)
- 2000 オリジン (6)
- 1998 レクサスGS300 (S160系) (7)　※北米販売車
- 1999 レクサスIS300 (XE10系) (7)　※北米販売車
- 2001 アルテッツァジータ (7)

### 2JZ-GTE
第1世代
- 特筆事項 インタークーラーツインターボ
- 圧縮比 8.5

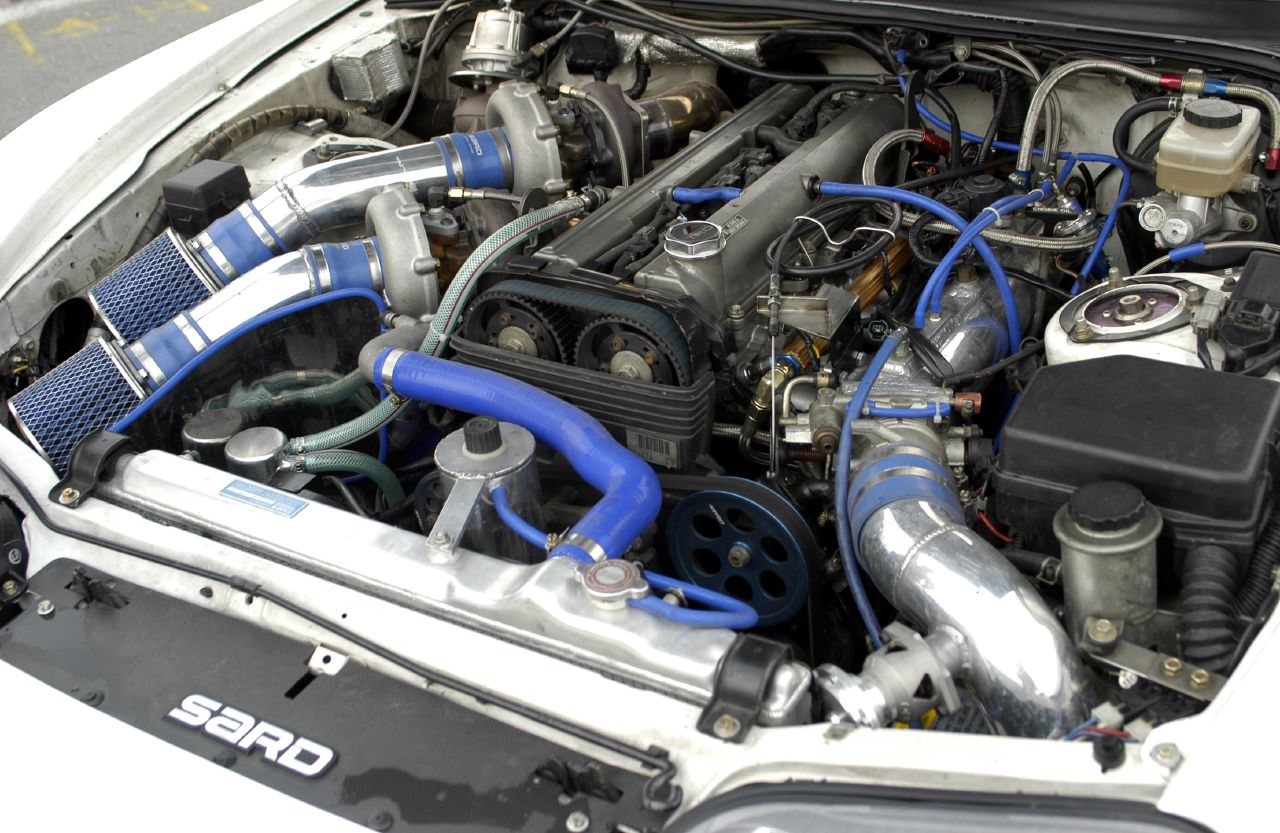
2JZ-GTE

- 出力 206kW(280PS)/5,600rpm 432N・m(44.0kg・m)/3,600rpm

第2世代（VVT-i仕様）
- 特筆事項 VVT-i インタークーラーツインターボ
- 圧縮比 8.5
- 出力 206kW(280PS)/5,600rpm 451N・m(46.0kg・m)/3,600rpm

2JZ-GEのターボ仕様のエンジンである。加給方式は同容量のターボチャージャー2基を、低負荷時は1基・高負荷時は2基を駆動させて加給するシーケンシャル方式で、世代を通じて変更されていない。「トヨタ最強エンジン」との呼び名も高く、特にドリフトでは現在でもベース車両のメーカーを問わず多用されており、日産・シルビアにスワップする例もみられる。
カタログ上では1JZ-GTEに引き続き280psの最高出力であるが、日産・RB26DETTと並んで1000ps級のチューニングを施される例が確認できる。
1JZ-GTEにヤマハ発動機が関与している影響でこのエンジンにもヤマハ発動機が関与しているという論調が存在するが、1JZをベースにトヨタが手を加え発展させたエンジンであり、ヤマハ発動機は当該エンジンには一切関与していない。

#### 主な搭載車種
- アリスト
- スープラ

### 2JZ-FSE
- 特筆事項 VVT-i <D-4>　ハイメカツインカム
- 圧縮比 11.3
- 出力
- 162kW(220PS)/5,600rpm 294N・m(30.0kg・m)/3,600rpm
- 147kW(200PS)/5,000rpm 294N・m(30.0kg・m)/3,600rpm <THS-M>

#### 主な搭載車種
- ブレビス
- プログレ
- クラウン
- クラウンマジェスタ
- クラウンエステート

## 1JZ-FSE・2JZ-FSEエンジンの保証について
2008年1月、トヨタ自動車は同社公式HP上のリコール情報として「1JZ-FSEおよび2JZ-FSEエンジンにおいて、長時間のアイドリング等特定のエンジン回転域を多用されるような運転により、インテーク側にカーボンが徐々に堆積し吸入空気の流れが変化し、アイドル不調が発生することがあります。保証期間を通常の5年から9年（走行距離無制限）に変更します。」と発表した。
トヨタ車に限らずガソリン直噴エンジンにおいては、使用状況や経年変化によってススの堆積、燃費の悪化、アイドリング不安定、エンストなどのエンジン不調・不具合が発生するケースも多い。